# 環状アデノシン一リン酸
環状アデノシン一リン酸［かんじょうアデノシンいちリンさん、cyclic AMP, cAMP（サイクリックエーエムピー）、環状AMP、3',5'-アデノシン一リン酸］は、アデノシン三リン酸 (ATP) から合成され、リボースの3' および5' 位とリン酸基が環状になっている分子である
cAMPは、グルカゴンやアドレナリンといったホルモン伝達の際の細胞内シグナル伝達においてセカンドメッセンジャーとして働く。細胞膜を通り抜ける事はできない。その主な作用はタンパク質リン酸化酵素（タンパク質キナーゼ）の活性化で、これはイオンチャネルを通して、Ca2+の通過を調節する事にも使われる。

## 歴史
ヴァンダービルト大学のエール・サザランドは、「ホルモンの作用機作に関する発見」、特に（cAMPといった）セカンドメッセンジャーを介したアドレナリンの作用機作に関する研究により1971年のノーベル生理学・医学賞を受賞した。

## cAMPの合成と分解

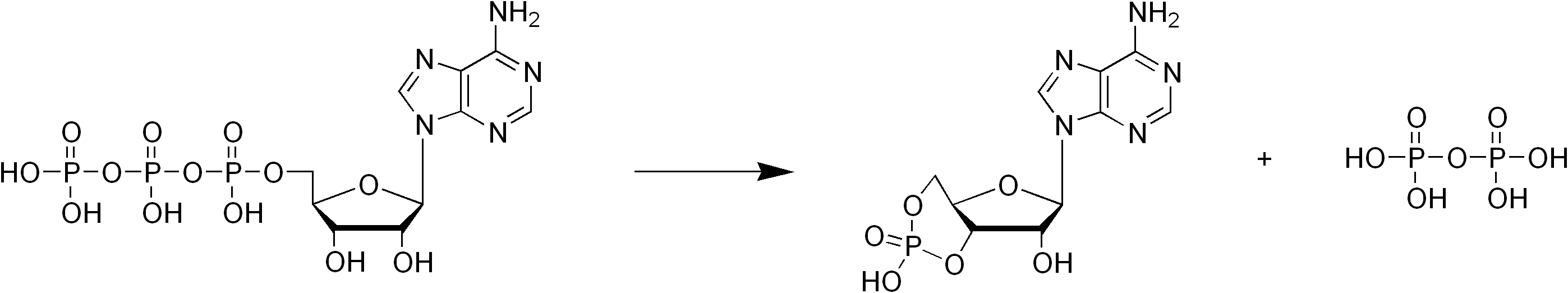
図1 : cAMPの生合成反応

cAMPはアデニル酸シクラーゼ（adenylate cyclase）によってATPから合成される。アデニル酸シクラーゼは細胞膜に位置する。これはホルモンのグルカゴンとアドレナリンやGタンパク質により活性化される。肝臓アデニル酸シクラーゼはグルカゴンにより強く反応し、筋肉アデニル酸シクラーゼはアドレナリンへより強く反応する。
cAMPのAMPへの分解は、ホスホジエステラーゼという酵素により触媒される。この酵素はカフェインによって抑制され、カフェイン様薬物による刺激作用によって細胞内cAMP濃度の上昇が引き起こされる。

## cAMPの作用

### タンパク質キナーゼ活性化
環状AMPは幾つものタンパク質キナーゼと関係している。例えば、PKA（タンパク質キナーゼA、cAMP依存タンパク質リン酸化酵素としても知られる）は普通は四量体ホロ酵素として不活性で、それは2つの触媒ユニットと2つの調節ユニットからなり (C2R2)、調節ユニットが触媒ユニットの触媒中心を妨害している。
環状AMPはそのタンパク質リン酸化酵素の調節ユニットの特定の部位へ結合して、調節ユニットと触媒ユニットの分離を行って、これにより触媒ユニットはその基質タンパク質のリン酸化ができるようになる。

### グリコーゲン分解調節
cAMPはグリコーゲンのグルコースへの分解や脂肪分解など多くの生物学的過程を制御する。

### 微生物におけるcAMPの役割
微生物では、cAMPはグルコースの細胞内濃度の少ない時に産生される。これがグルコースを供給する酵素やグルコース以外の糖を異化する酵素の産生を活性化する。
ラクトースオペロンの異化生成物抑制の際にも重要な働きをする。